# Jessica Drake
Jessica Drake (San Antonio, Texas; 14 de octubre de 1974) es una actriz pornográfica y directora estadounidense.

## Biografía
Jessica Drake, nombre artístico de Angela Patrice Heaslet, nació en San Antonio, Texas. Es psicóloga graduada de la Universidad de Texas en El Paso. Durante sus estudios trabajó como bailarina erótica en un table dance, donde conoció a diversas personas relacionadas con el mundo del porno como el director Michael Raven o la actriz Sydnee Steele.

## Carrera como actriz porno
Para iniciar su carrera, Jessica se traslada a Los Ángeles. Ahí empieza haciendo fotografías para la revista Playboy.
En 1999 se produce su estreno detrás de la cámara en Pussyman's Decadent Divas 4 actuando en una escena lésbica. Sus primeras actuaciones le sirven para que la productora Sin City le firme un contrato en exclusividad. Concluido el contrato, la actriz da el salto a Wicked Pictures (2002).
En 2008 debuta como directora con la película What Girls Like.
Hasta la actualidad, ha rodado más de 500 películas como actriz.

## Vida personal
Entre 2002 y 2003 estuvo casada con el actor porno Evan Stone. Tres años más tarde, se volvería a casar por segunda vez con el actor y director Brad Armstrong, antiguo marido de la también actriz Jenna Jameson.
En octubre de 2016, salió a la luz un episodio que mantuvo con el candidato republicano a la presidencia de los Estados Unidos, Donald Trump, quien en 2006 le llegó a ofrecer 10 000 dólares por mantener relaciones sexuales con él. Drake rechazó cualquier proposición del empresario y le acusó en el momento de hacerse pública la información de "conducta inapropiada". No obstante, la web de Donald Trump respondió a los hechos criticándolos como "una historia falsa y ridícula".

## Premios y nominaciones
- 2001 AVN Award Mejor Tease Performance[13]
- 2002 Night Moves Magazine's "Editor's Choice" Award Mejor Actriz
- 2003 Adult Stars Magazine's "Consumers Choice" Award Mejor actriz de reparto
- 2005 AVN Award Mejor escena de sexo oral por 'The Collector'[14]
- 2005 AVN Award Mejor actriz por Fluff and Fold[14]
- 2005 XRCO Mejor actriz
- 2007 AVN Award Mejor actriz por Manhunters[15]
- 2007 AVN Award Mejor escena lésbica por  FUCK[15]
- 2009 AVN Award Mejor actriz por Fallen[16]
- 2009 AVN Award Mejor escena de doble penetración por Fallen junto a Eric Masterson y Brad Armstrong[16]